# Pseudoartrosi
La pseudoartrosi és un fracàs permanent de la curació després d'un os trencat, tret que es realitzi una intervenció (com ara una cirurgia). Una fractura amb pseudoartrosi generalment forma una semblança estructural amb una articulació fibrosa i, per tant, sovint s'anomena "falsa articulació"; de fet, "pseudoartrosi" (del grec pseudo-, que significa fals, i -artrosi, que significa articulació). El diagnòstic es fa generalment quan no es veu una curació de la fractura entre dos conjunts d'imatges mèdiques, com ara una radiografia o una TC. Això és generalment després de 6-8 mesos.
La pseudoartrosi és una complicació greu d'una fractura i es pot produir quan la fractura es mou massa, té una aportació de sang deficient o s'infecta. Els pacients que fumen tenen una major incidència de pseudoartrosi. En la pseudoartrosi el procés normal de cicatrització òssia s'interromp o s'atura.
Atès que el procés de cicatrització òssia és bastant variable, en molt pocs casos una pseudoartrosi pot arribar a curar-se sense intervenció. En general, si la pseudoartrosi encara és evident al cap de 6 mesos després de la lesió, romandrà sense cura si no es fa un tractament específic, generalment una cirurgia ortopèdica. Una pseudoartrosi que es cura s'anomena consolidació retardada.